# Jaroslav Šedivec
Jaroslav Šedivec (* 16. Februar 1981 in Zbůch) ist ein tschechischer Fußballspieler.

## Vereinskarriere
Šedivec begann bei Baník Zbůch, mit elf Jahren ging er zu Viktoria Pilsen. Er durchlief alle Jugendnationalmannschaften Tschechiens. In der 1. Liga debütierte der Stürmer im Herbst 1998. Nach der U20-Weltmeisterschaft im Sommer 2001 wurde er für drei Millionen DM von Juventus Turin gekauft, das ihm einen Fünfjahresvertrag gab. In der Saison 2001/02 blieb er auf Leihbasis bei seinem bisherigen Klub.
2002 wechselte er zu Catania Calcio in die Serie B. Kam Šedivec in der ersten Saison nur auf 13 Einsätze und blieb ohne Torerfolg, so schoss er 2003/04 drei Tore in 26 Spielen. 2004/05 spielte er für den AC Perugia, für den er sechs Tore in 38 Einsätzen machte. In der folgenden Spielzeit 2005/06 spielte Šedivec, der auch im offensiven Mittelfeld eingesetzt werden kann, für den FC Crotone, für den er 28 Mal auflief und sieben Mal ins gegnerische Tor traf. Im Sommer 2007 wurde er von US Triestina verpflichtet. Im Juli 2008 wechselte der Angreifer auf Leihbasis zum AC Mantova. Nach einer Saison in Mantova kehrte der Tscheche nach Triest zurück. Zur Saison 2010/11 wechselte Šedivec zu Salernitana Calcio.